# Denkmalgeschützte Objekte im Bezirk Völkermarkt
Im Bezirk Völkermarkt bestehen 276 denkmalgeschützte Objekte. Die unten angeführte Liste führt zu den Gemeindelisten und gibt die Anzahl der Objekte an.
| Gemeindeliste                  | Objektanzahl |
| ------------------------------ | ------------ |
| Bleiburg                       | 37           |
| Diex                           | 7            |
| Eberndorf                      | 21           |
| Eisenkappel-Vellach            | 24           |
| Feistritz ob Bleiburg          | 9            |
| Gallizien                      | 7            |
| Globasnitz                     | 16           |
| Griffen                        | 23           |
| Neuhaus                        | 9            |
| Ruden                          | 11           |
| Sankt Kanzian am Klopeiner See | 24           |
| Sittersdorf                    | 9            |
| Völkermarkt                    | 79           |